# Santa Eulàlia de Palau Borrell
Santa Eulàlia de Palau Borrell és un edifici religiós del municipi de Viladamat (Alt Empordà) inclòs en l'Inventari del Patrimoni Arquitectònic de Catalunya.

## Descripció
Situada dins del petit nucli de masos que conformen Palau Borrell, a ponent del municipi de Viladamat al qual pertany. L'església es troba adossada a ponent del mas del Batlle, del que forma part.
Petita església d'una sola nau i planta rectangular amb absis de planta trapezoïdal capçat a llevant. La nau està coberta amb una volta de canó bastida amb maons disposats a pla, fruit d'una reforma moderna, mentre que l'absis presenta volta apuntada, està separat de la nau per un envà i dos graons li donen accés. L'arc triomfal és d'arc de mig punt, bastit amb grans dovelles de pedra. El nivell del terra interior es troba rebaixat respecte al del carrer, i els murs estan arrebossats i emblanquinats. Al fons de l'absis hi ha una finestra d'arc de mig punt atrompetada, no visible exteriorment. La façana principal presenta una portalada d'arc de mig punt adovellada, desplaçada a l'extrem sud de la façana. Per la banda interior, l'arc de la porta és rebaixat i bastit amb pedra. A la part superior de la façana hi ha un campanar format per dues pilastres sense arc, amb una petita campana. L'aparell és de còdols i pedra desbastada col·locats en filades seguides. A les cantonades hi ha pedres escairades. Als voltants de la porta actual hi ha restes d'una altra obertura més antiga.

## Història
L'any 1149, en una donació de terres feta per Girberga al monestir de Sant Miquel de Fluvià, surt esmentada l'església de Santa Eulàlia "in locum vocatum collo Palacii" al comtat d'Empúries.
Durant el segle xvi, la Pia Almoina de Girona tenia drets sobre aquesta possessió del monestir. El paborde de la Pia Almoina era considerat senyor alodial del lloc.
L'any 1780, en la signatura d'una concòrdia entre el monestir de Sant Pere de Galligants (agregat a la de Sant Miquel de Fluvià) i el notari Salvador Casals de l'Armentera, sabem que aquest personatge és el possessor del mas del Batlle i de la batllia del monestir. L'església s'utilitza de magatzem i forma part de la propietat del mas del Batlle.